# Вінс Грелла
Вінченцо Грелла (англ. Vincenzo Grella), відоміший як Вінс Грелла (англ. Vince Grella, 5 жовтня 1979, Мельбурн) — австралійський футболіст, півзахисник «Блекберн Роверз» та збірної Австралії.

## Біографія

### Клуб
На батьківщині починав виступи в клубах «Канберра Космос» і «Карлтон», а в 1998 році перебрався надовго в Італію. Разом з Марком Брешіано допоміг «Емполі» піднятися в Серію А, грав в оренді за «Тернану», а потім, знову ж таки разом з Брешіано, захищав кольори «Парми», де був капітаном команди. У 2007 році перебрався до «Торіно». У 2008 році за майже 4 млн фунтів перейшов у «Блекберн Роверз», однак пробитися в основну команду не зміг.

### Збірна
Учасник Олімпіади 2000 року Дебютував у національній збірній Австралії 12 лютого 2003 році в товариському матчі зі збірною Англії. На ЧС-2006 зіграв в усіх чотирьох матчах збірної і був серед кандидатів у символічну збірну турніру. На ЧС-2010 зіграв лише один матч, після якого травмувався на тренуванні і змушений був пропустити наступні матчі турніру.

#### Статистика гри за збірну[2]
| Рік    | Ігор | Голів |
| 2003   | 2    | 0     |
| 2004   | 8    | 0     |
| 2005   | 6    | 0     |
| 2006   | 9    | 0     |
| 2007   | 7    | 0     |
| 2008   | 4    | 0     |
| 2009   | 6    | 0     |
| 2010   | 4    | 0     |
| Всього | 46   | 0     |

## Титули і досягнення
- Володар Кубка націй ОФК: 2004